# Helpyourselfish
Helpyourselfish è il quinto album, pubblicato nel 1995, del gruppo musicale hard rock D-A-D.

## Tracce
1. Reconstrucdead
2. Written in Water
3. Helpyourselfish
4. Soulbender
5. Unowned
6. Candid
7. Blood In/Out
8. Prayin' to a God
9. Naked (But Still Stripping)
10. Are We Alive Here???
11. It'swhenit'swrongit'sright
12. Flat

## Formazione
- Jesper Binzer - voce, chitarra
- Jacob Binzer - chitarra
- Stig Pedersen - basso
- Peter Lundholm Jensen - batteria